# Concerto en ut mineur (Cimarosa)
Pour les articles homonymes, voir Concerto pour hautbois (homonymie).
Le Concerto en ut mineur pour hautbois (ou clarinette) et orchestre à cordes est un arrangement pour hautbois de plusieurs sonates pour clavier composées par Domenico Cimarosa, réalisé en 1941 par le compositeur australien Arthur Benjamin à l'attention de la hautboïste Evelyn Rothwell, épouse du chef John Barbirolli.
Cimarosa a composé plus de 80 sonates pour clavecin mais trente-deux d'entre elles ne seront publiées pour la première fois à Paris par Felice Boghen qu'en 1926 et connaissent toujours un grand succès.
La pièce d'un grand lyrisme sonne très bien pour le hautbois et la clarinette dans le style typique des opéras napolitains de la fin du XVIIIe siècle dit opera buffa, et dispose de quatre mouvements :
- le premier mouvement est tiré de la sonate no 29 en ut mineur et intitulé Introduzione : Larghetto ;
- le deuxième mouvement est tiré de la sonate no 31 en sol : c'est un allegro ;
- le troisième mouvement est tiré de la sonate no 23 en sol : il est nommé siciliana ;
- le dernier mouvement est tiré de la sonate no 24 en ut : c'est un allegro giusto.

La partition, dans une version pour hautbois et une pour clarinette, est publiée en 1942 chez Hawkes & Son à Londres.

## Enregistrements
On trouve de nombreux enregistrements de cet arrangement:
- pour hautbois :
  - Claude Maisonneuve, Orchestre de chambre Louis de Froment, (Club national du disque CND1003, 1957)[4]
  - Pierre Pierlot, Orchestre de chambre Jean-François Paillard (Erato EFM 42087, 1962)
- pour clarinette :
  - Eduard Brunner, Münchener Kammerorchester (Tudor 728, 1989)[5]

Ce concerto est également fréquemment enregistré à la trompette.